# Ендрю Вілсон (1896)
Ендрю Вілсон (англ. Andrew Wilson, 14 лютого 1896 — 15 жовтня 1973) — англійський футболіст, що грав на позиції нападника, зокрема за «Челсі», а також національну збірну Шотландії. По завершенні ігрової кар'єри — тренер.

## Клубна кар'єра
У дорослому футболі дебютував 1914 року виступами за команду «Мідлсбро», які були перервані Першою світовою війною. Брав участь у бойових діях і отримав важке поранення лівої руки, через яке решту життя носив рукавицю, що приховувала понівечені долоню і передпліччя.  
Після повернення з фронту і реабілітації від поранення грав за декілька команд у змаганнях воєнного часу, а з відновленням футбольних змагань у 1919 року приєднався до команди «Данфермлін Атлетік». За два роки повернувся до «Мідлсбро», кольори якого захищав протягом двох сезонів. У першому ж сезоні після повернення з 31 забитим голом став найкращим бомбардиром не лише своєї команди, але й Першого дивізіону Футбольної ліги.
У листопада 1923 року приєднався до великої шотландської діаспори в лондонському «Челсі». Встигнувши протягом 1923/24 пограти за дві команди, примудрився стати найкращим бомбардиром сезону в обох, однак як «Челсі», так й «Мідлсбро» за результатами сезону вибули з Першого дивізіону. Загалом за «Челсі» відіграв вісім сезонів, був одним з основних гравців атакувальної ланки команди, проте визначною результативністю вже не відзначався.
Згодом протягом 1931—1932 років захищав кольори клубу КПР, а завершив ігрову кар'єру у Франції, де виступав протягом 1932—1934 років за «Нім-Олімпік».

## Виступи за збірну
1920 року дебютував в офіційних матчах у складі національної збірної Шотландії. Протягом кар'єри у національній команді, яка тривала 4 роки, провів у її формі 12 матчів, забивши 13 голів.

## Кар'єра тренера
Розпочав тренерську кар'єру відразу ж по завершенні кар'єри гравця, 1934 року, очоливши тренерський штаб клубу «Волсолл», в якому пропрацював до 1937 року.
Помер 15 жовтня 1973 року на 78-му році життя.

## Титули і досягнення
- Найкращий бомбардир Футбольної ліги Англії (1):

1921/22 (31 гол)